# مورلي نيلسون
مورلي نيلسون (بالإنجليزية: Morley Nelson)‏ هو عسكري أمريكي، ولد في 1917، وتوفي في 21 سبتمبر 2005.

## وصلات خارجية
- مورلي نيلسون على موقع IMDb (الإنجليزية)